# GNUstepWeb
GNUstepWeb ist eine Entwicklungsumgebung und ein Application Server für Webanwendungen. Die Software führt Daten aus verschiedenen Quellen – oft relationalen Datenbanken – zusammen, präsentiert sie Nutzern über das Web und ändert sie gegebenenfalls aufgrund von Benutzeraktionen. Sie zeichnet sich unter anderem durch eine strikte Trennung von Datenhaltung, Verarbeitungsprozessen und Benutzeroberfläche aus.
GNUstepWeb basiert auf GNUstep Base. Er ist mit den ursprünglich von NeXT entwickelten WebObjects in der Version 4.5.x kompatibel.
Apples WebObjects ist ab der Version 5 in Java geschrieben, GNUstepWeb weiterhin in Objective-C.